# Scopula discrepans
Scopula discrepans là một loài bướm đêm trong họ Geometridae.